# Mohammed Berrajaâ
Mohamed Berrajaa est un joueur et entraineur de handball marocain. Il est actuellement à la tête de l'équipe de Eljaish Elqatari, club du Qatar.

## Portrait
Après avoir joué au Maroc à Oujda et à Marrakech, Mohamed Berrajaa a passé trois saisons au Club Africain avec lequel il remporta deux fois le championnat.
Ultérieurement, il gagna également cinq fois la coupe d'Asie des clubs avec le Club Assad El Qatari.
Il a également participé à six championnats du monde, neuf
championnats d’Afrique, avec l' équipe
nationale dont il a été un joueur pendant 20 ans.
Après sa retraite en tant que joueur, Mohammed Berrajaâ a fait des études, d’abord en Tunisie, puis en France et au Maroc, dans le but de devenir entraineur.

## Palmarès

### Équipe Nationale

#### Championnat du monde de handball
- 2007: Participation au championnat du monde en Allemagne[2],[3].
- 2003: Participation au championnat du monde en Portugal[4].
- 2001: Participation au championnat du monde en France[5].
- 1999: Participation au championnat du monde en Égypte[6].
- 1997: Participation au Championnat du monde au Japon[7].
- 1995: Participation au Championnat du monde en Islande[8].

#### Championnat d'Afrique de handball
- 2006: Participation au championnat d’Afrique en Tunisie (3e place Qualification au championnat du monde)  médaille de bronze).
- 2004: Participation au championnat d’Afrique en Égypte.
- 2002: Participation au championnat d’Afrique en Maroc (4e place Qualification au championnat du monde).
- 2000: Participation au championnat d’Afrique en Algérie (Qualification au championnat du monde).
- 1998: Participation au championnat d’Afrique en Afrique du Sud (Qualification au championnat du monde).
- 1996: Participation au championnat d’Afrique en Bénin (4e place Qualification au championnat du monde).
- 1994: Participation au championnat d’Afrique en Tunis Tunisie.(4e place Qualification au championnat du monde).
- 1992: Participation au championnat d’Afrique en Côte d'Ivoire.
- 1991: Participation au championnat d’Afrique en Égypte.

#### Jeux Pan-arabes
- 1999: Jeux Pan-arabes en Jordanie (2e place pour le Maroc :  médaille d’argent).

#### Jeux de la Méditerranée
- 2001: Participation aux jeux de la Méditerranée en Tunisie.
- 1997: Participation aux jeux de la Méditerranée en Italie.

#### Jeux islamiques
- 2005: Participation aux Jeux islamiques en Arabie saoudite.

#### Jeux de la Francophonie
- 1994:Participation aux Jeux de la Francophonie à Paris en France.

#### Championnat du monde des clubs vainqueurs de coupe
- 1996: Participation au championnat du monde des clubs vainqueurs de coupe avec le KACM en Autriche (5e buteur).

#### Championnat universitaire Maghrébin
- 1993: Participation au championnat universitaire Maghrébin à Rabat.

#### Jeux Essalam
- 1989: Participation aux jeux Essalam en Koweït.

### Clubs

#### Club Assad El QatariQatar
- 5 fois champion de la coupe d’Asie.
- Vainqueur de la coupe du monde des clubs en 2003.
- 2007 :

1. Vainqueur de la coupe de l’Emir de Qatar.
2. Participation à la coupe d’Asie à Oman.

- 2006 :

1. Vainqueur de la coupe d’Asie en Jordanie.
2. Vainqueur de la coupe du prince héritier de Qatar.
3. Vainqueur de la coupe de l’Emir de Qatar.

- 2005 :

1. Vainqueur de la coupe du prince héritier de Qatar.
2. Vainqueur de la coupe de l’Emir de Qatar.
3. Vainqueur de la coupe d’Asie au Liban (élu meilleur joueur de la coupe).

- 2004 :

1. Participation à la coupe d’Asie en Iran.
2. Vainqueur du championnat de Qatar.
3. Vainqueur de la coupe du prince héritier.
4. Vainqueur de la coupe de l’Emir de Qatar.
5. Élu meilleur joueur professionnel de l’année.

- 2003 :

1. Vainqueur de la coupe du monde des clubs organisée à Doha au Qatar.

- 2002 :

1. Vainqueur du championnat de Qatar.
2. Vainqueur de la coupe de l’Emir de Qatar.
3. Vainqueur de la coupe d’Asie en Iran (élu Meilleur joueur de La coupe).

- 2001 :

1. Vainqueur du championnat de Qatar
2. Vainqueur de la coupe du prince héritier
3. Vainqueur de la coupe de l’Emir de Qatar.
4. Vainqueur de la coupe d’Asie au Koweït.

#### Club Al Ahli AlqatariQatar
- 2003 :

1. Vainqueur de la coupe de l’Emir de Qatar.
2. Participation à la coupe d’Asie des clubs champions aux Emirates Arabes

Unies.

#### Club Africain TunisienTunisie
- 2000:

1. Vainqueur du championnat de Tunisie

- 1999:

1. Vainqueur du championnat de Tunisie
2. Vainqueur du championnat Arabe des clubs champions à Tunis – Tunisie (élu meilleur joueur du championnat).

- 1998 :

1. Demi-finale de la coupe de Tunisie.
2. 2e place au championnat de Tunisie.

- 1997 :

1. Vainqueur du championnat de Tunisie.

#### Club Du Kawkab De Marrakech(KACM –Maroc)
- 1996 :

1. Vainqueur du championnat d’Afrique des clubs vainqueurs de coupe avec

le Kawkab Club de Marrakech - KACM - (élu Meilleur buteur).
1. Vainqueur du championnat du Maroc.

- 1995 :

1. Vainqueur du championnat du Maroc.

- 1994 :

1. Vainqueur de la coupe du trône.
2. Vainqueur du championnat du Maroc.

- 1993 :

1. Vainqueur de la coupe du trône.
2. Vainqueur du championnat du Maroc.
3. Participation au championnat d’Afrique des clubs champions à Rabat Maroc (Meilleur joueur).
4. Championnat arabe des clubs champions à Marrakech Maroc (3e place).

- 1992 :

1. Vainqueur de la coupe de trône.
2. Vainqueur du championnat du Maroc.

- 1991 :

1. Vainqueur de la coupe du trône.
2. Vainqueur du championnat du Maroc.

#### Club Mouloudia d’Oujda(MCO –Maroc)
- 1990 : Quart de finale de la coupe du trône.
- 1989 : Finale de la coupe du trône (2e place).